# 田沢吉郎
田沢 吉郎（たざわ きちろう、1918年1月1日 - 2001年12月12日）は、日本の政治家。位階は正三位。
自由民主党所属の衆議院議員。青森県南津軽郡田舎館村出身。姓のうち「沢」の戸籍上の表記は「澤」。

## 来歴・人物
津島文治元青森県知事の娘婿で、1947年、29歳で青森県議会議員に初当選。1960年、「津軽のケネディ」を名乗って衆議院議員選挙に立候補し、初当選。以来12回連続当選（当選同期に宇野宗佑・海部俊樹・亀岡高夫・仮谷忠男・細田吉蔵・小沢辰男・佐々木義武・谷垣専一・久保田円次・伊藤宗一郎・田川誠一・藤井勝志など）。
自民党内では宏池会(池田勇人→前尾繁三郎→大平正芳→鈴木善幸→宮澤喜一派)に属し、衆議院議院運営委員長、国土庁長官、自民党国会対策委員長、農林水産大臣、防衛庁長官などを歴任。
1992年、斎藤邦吉の死去に伴い、その後任として宮沢派（宏池会）会長代行を務めた。1996年の衆院選で竹内黎一とともに比例東北ブロックに回ったが当選不可能な下位に登載され落選、これを機に政界を引退した。
2001年12月12日、食道癌のため入院先の弘前大学医学部附属病院で死去した。享年83。
2002年1月29日、東奥義塾高等学校礼拝堂において追悼礼拝が行われた。当時の木村守男青森県知事も参列し、お別れの言葉を述べていた。

## 略歴
- 1937年3月 - 東奥義塾卒業
- 1943年　　- 早稲田大学政治経済学部政治学科卒業[1]
- 1947年4月 - 青森県議会議員初当選
- 1951年4月 - 青森県議会議員2期当選
- 1955年4月 - 青森県議会議員3期当選
- 1957年12月 - 青森県議会議長
- 1960年11月 - 衆議院議員選挙初当選
- 1966年8月2日 - 郵政政務次官
- 1967年1月 - 衆議院議員3期当選
- 1967年2月17日 - 郵政政務次官留任
- 1969年1月 - 自由民主党国会対策副委員長
- 1969年12月 - 衆議院議員4期当選
- 1971年7月14日 - 衆議院議院運営委員長
- 1972年6月 - 財団法人東奥義塾協賛会理事長就任
- 1972年7月 - 衆議院議院運営委員長再任②
- 1972年9月~1975年11月 - 学校法人弘前学院後援会長就任
- 1972年12月 - 衆議院議員5期当選
- 1973年1月 - 自由民主党副幹事長
- 1974年7月 - 自由民主党政務調査会都市公園緑地対策特別委員長
- 1974年12月 - 衆議院議院運営委員長再任③
- 1975年11月 - 学校法人弘前学院理事、評議員、理事長就任
- 1976年12月24日 - 国土庁長官（福田赳夫内閣）
- 1976年12月 - 衆議院議員6期当選
- 1977年12月 - 自由民主党政務調査会国土開発
- 1978年2月 - 日本・ユーゴスラビア友好議員連盟会長
- 1979年10月 - 衆議院議員7期当選
- 1979年11月 - 自由民主党筆頭国会対策副委員長
- 1980年6月 - 衆議院議員8期当選
- 1980年7月 - 自民党国会対策委員長
- 1981年11月30日 - 農林水産大臣（鈴木善幸内閣）
- 1983年1月 - 自由民主党政務調査会土地問題委員長
- 1983年3月 - 学校法人東奥義塾理事就任
- 1983年6月 - 自由民主党総務会副会長
- 1983年12月 - 衆議院議員9期当選
- 1988年8月24日 - 防衛庁長官（竹下登内閣）
- 1992年 - 宏池会（宮沢派）会長代行
- 1996年10月 - 衆院選に落選
- 1997年4月 - 政界引退を表明
- 1997年4月29日 - 勲一等旭日大綬章を受章
- 2001年12月12日 - 食道癌のため弘前大学医学部附属病院で死去。享年83。正三位